# Menemerus minshullae
Menemerus minshullae là một loài nhện trong họ Salticidae.
Loài này thuộc chi Menemerus. Menemerus minshullae được Wanda Wesołowska miêu tả năm 1999.